# Кливдон (Великобритания)
Кливдон (англ. Clevedon) — город-курорт в английском графстве Сомерсет. Пик популярности этого курорта пришёлся на XIX век и на первую половину XX века. Население 21 281 человек (2011).

## География
Кливдон расположен в Северном Сомерсете на берегах эстуария реки Северн (восточнее основной его части). Город отделён от Уэльса водами Бристольского залива. Кливдон в основном построен на невысоких холмах, к югу от которых расположены заливные земли.
Город связывает с другими частями страны автомагистраль M5, проходящая по его окраине. В 30 минутах езды находится Бристоль, в часе езды — Кардифф. Собственной железнодорожной станции в Кливдоне нет, ближайшая станция расположена в Яттоне, примерно в 15 минутах езды.

## История
Название Кливдон образовано от двух древнеанглийских слов — cleve (раскалывать) и don (холм). Кливдон упоминается в Книге Страшного суда 1086 года как владение Мэттью де Мортеня с восемью крестьянами и десятью арендаторами. На протяжении следующих веков Кливдон оставался небольшим населённым пунктом с преимущественно крестьянским населением, и к началу XIX века в нём проживали лишь 334 человека.
Быстрое развитие Кливдона связано с ростом популярности морских курортов в георгианский период, в особенности в эпоху регентства, благодаря любви принца-регента (в будущем короля Георга IV) к морским купаниям. Одновременно с Кливдоном развивались соседние с ним Уэстон-сьюпер-Мэр и Портисхед. Значительную роль в благоустройстве Кливдона и развитии городской инфраструктуры сыграло семейство Элтонов. Так, преподобный Абрахам Элтон (1750—1842) и его жена Мэри начали прокладку пешеходных дорожек и организовали сбор средств на новую церковь и школу. Сэр Артур Халлам Элтон, их потомок, приобрёл в городскую собственность земли к югу от старой застройки и ввёл газовое освещение улиц в 1860-е годы. Как председатель местного совета по здравоохранению он улучшил систему канализации, наладил обеспечение жителей водопроводной водой в 1863 году, а в 1875 году построил больницу. Эдмунд Гарри Элтон, известный своими керамическими работами, способствовал развитию в Кливдоне художественных промыслов. В 1830-е годы началось строительство эспланады и набережной.

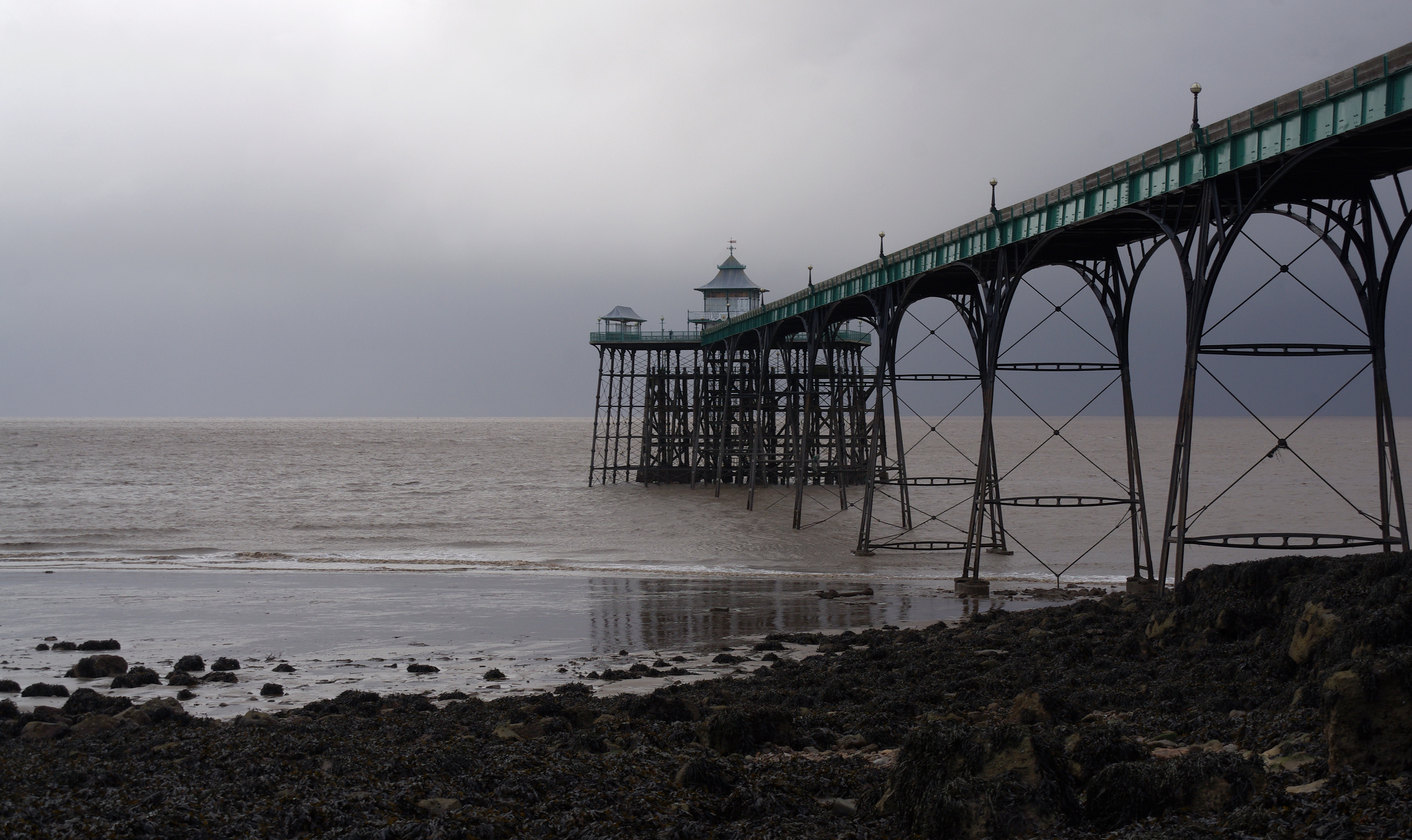
Кливдонский пирс

К середине XIX века население Кливдона выросло до 2000 человек. Многие зажиточные бристольцы перебрались в виллы на городском побережье, были построены гостиницы и пансионы. Количество отдыхающих значительно возросло с открытием железнодорожной станции в Яттоне в 1847 году. На Пасху 1869 открылся Кливдонский пирс, обеспечивший пароходное сообщение с Девонширом и Южным Уэльсом и в дальнейшем ставший одной из городских достопримечательностей. В 1863 году основана газета Clevedon Mercury, издаваемая до XXI века. В 1894 году местный совет по здравоохранению был преобразован в городской совет.
К концу XIX века население города достигло 5000 человек. Популярность английских морских курортов, включая Кливдон, упала во второй половине XX века с появлением дешёвой воздушной связи с курортами Средиземноморья. В 1970 году обрушились два пролёта Кливдонского пирса, до этого обслуживавшего около 50 тысяч пассажиров в год. Восстановление пирса заняло 20 лет. Город, однако, остаётся популярным у туристов благодаря своим архитектурным достопримечательностям и природе.

## Население и администрация
По данным переписи населения 2011 года, в Кливдоне проживали 21 002 человека — меньше, чем за 10 лет до этого, когда население города составляло 21 655 человек. Почти 95 % жителей были уроженцами Великобритании, порядка 80 % имели британский паспорт. По оценке на 2018 год порядка 18 % населения составляли дети и подростки в возрасте до 17 лет включительно и 25 % — жители в возрасте 65 лет и старше, в том числе более 8 % — в возрасте 80 лет и старше.
Кливдон разделён на 5 избирательных округов, каждые четыре года избирающих 21 члена городского совета (четыре округа по четыре советника и один — пять).

## Достопримечательности

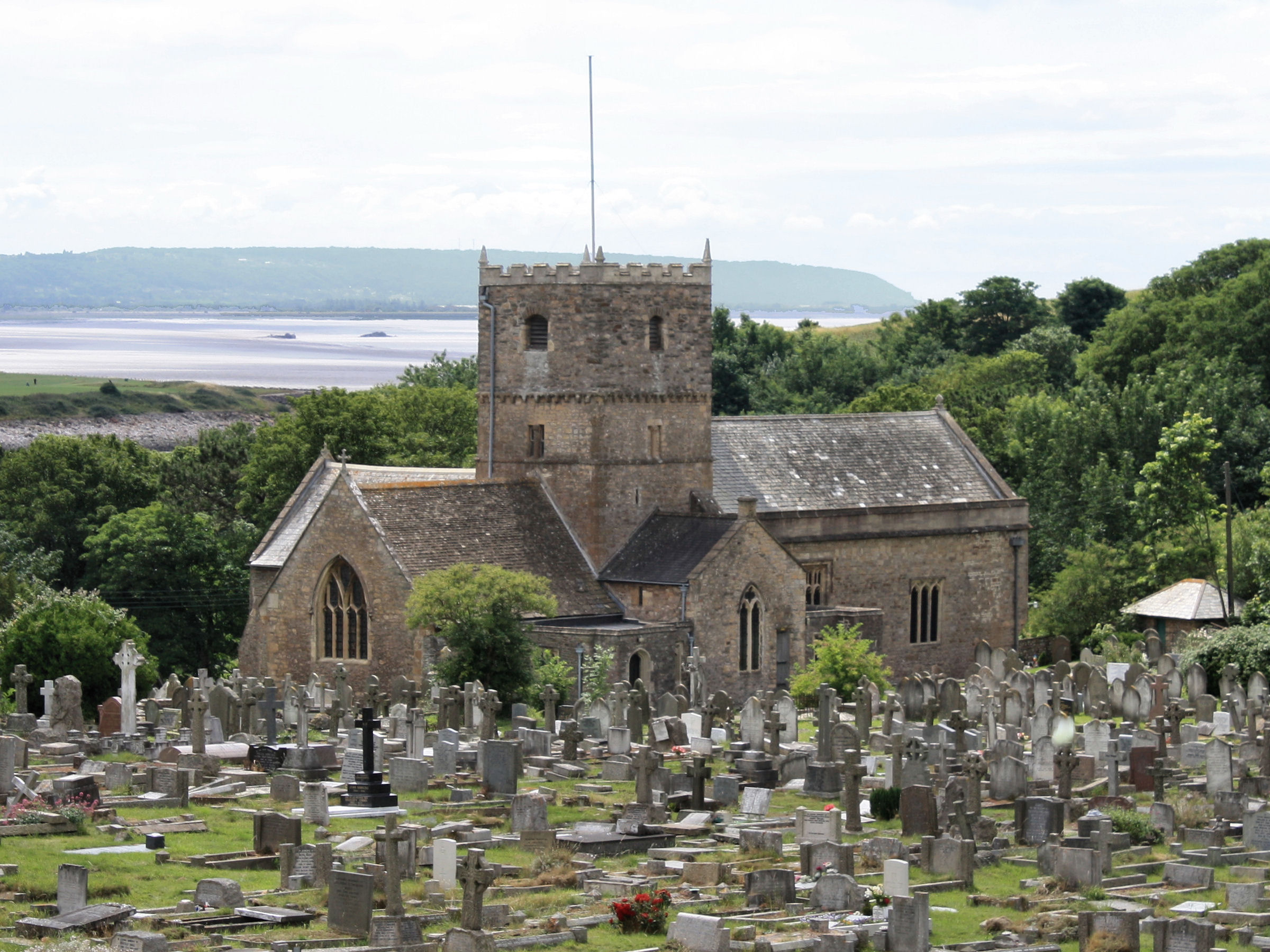
Церковь Св. Андрея

Среди главных туристических достопримечательностей города — Кливдонский пирс, который в газете Guardian назван «самым красивым пирсом в Англии». Начальная конструкция 1869 года, спроектированная Дж. У. Гровером и Р. Дж. Уордом, использовала списанные железнодорожные рельсы, из которых были изготовлены восемь 100-футовых арочных пролётов. С учётом высоких местных приливов высота пирса 48 футов (15 м) при общей длине 842 фута (257 м).
Хотя до XIX века Кливдон был небольшой деревней, в городской черте сохранился ряд старинных зданий. На западной окраине города расположена церковь Св. Андрея (известная также как «Старая церковь»). Церковь, стоящая на утёсах, предположительно построена в саксонский период. На южной внешней стене имеются консоли с характерными кельтскими изобразительными мотивами, включая воронов, двуликих людей и лошадиные головы. Недалеко от церкви расположена ферма Хайдейл, первые упоминания о которой датируются 1297 годом. Ферма издавна служила домом для приказчиков Кливдонского манора.

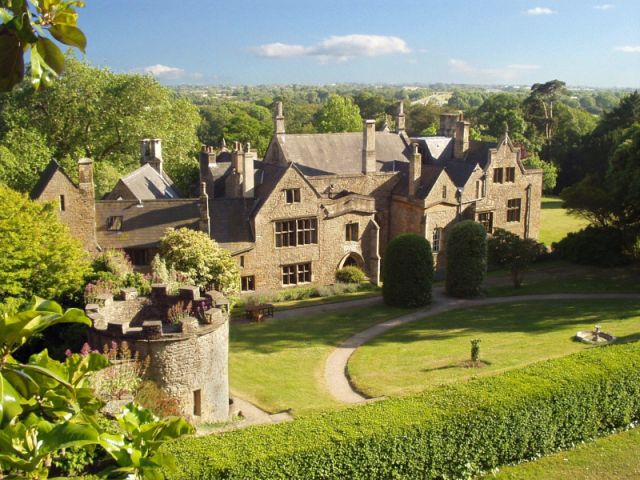
Кливдон-корт

Главное здание манора, известное как Кливдон-корт, построено в начале XIV века. Самыми старыми его частями являются главный зал и часовня, западное крыло пристроено около 1570 года. Здание также перестраивалось в XVIII веке. Дом остаётся местом жительства семейства Элтонов, но также открыт для посетителей в качестве музея. В Кливдон-корте содержатся значительные коллекции нейлсийского стекла и экспериментальной керамики, известной как «элтонская посуда» (англ. Elton Ware).
В период популярности Кливдона как морского курорта он был местом отдыха ряда знаменитостей. В частности, в нём провёл медовый месяц поэт Сэмюэл Кольридж. Дом, в котором он останавливался, ныне известен как «коттедж Кольриджа». Ещё одно историческое здание — «дом Теннисона», где с 1850 года останавливался поэт Альфред Теннисон; его сестра Эмили была невестой Артура Халлама — выходца из рода Элтонов, скончавшегося, не дожив до свадьбы. Место прогулок Теннисона, Кольриджа и ещё одного частого посетителя Кливдона Уильяма Теккерея известно как Аллея поэтов.
Ещё одна достопримечательность Кливдона — кинотеатр Curzon, открывшийся в 1912 году. Это старейший кинотеатр Англии и один из старейших в мире (из числа зданий, изначально построенных для демонстрации кинофильмов). Здание кинотеатра стало первым в Кливдоне, где было проведено электричество.

## В кино
В Кливдон помещено действие части фильма «Остаток дня» (1993). На самом деле съёмки проходили в соседнем Вестоне, который лучше сохранил свой довоенный облик.